# Walter Frey
Pour les articles homonymes, voir Frey.
Walter Frey, est une personnalité politique suisse membre de l'Union démocratique du centre (UDC).

## Biographie
En 1995, il est réélu au Conseil national. En 1999, il exerce en tant que président du Groupe parlementaire de l'UDC à l'assemblée fédérale.